# Werner Schröder (Theologe)

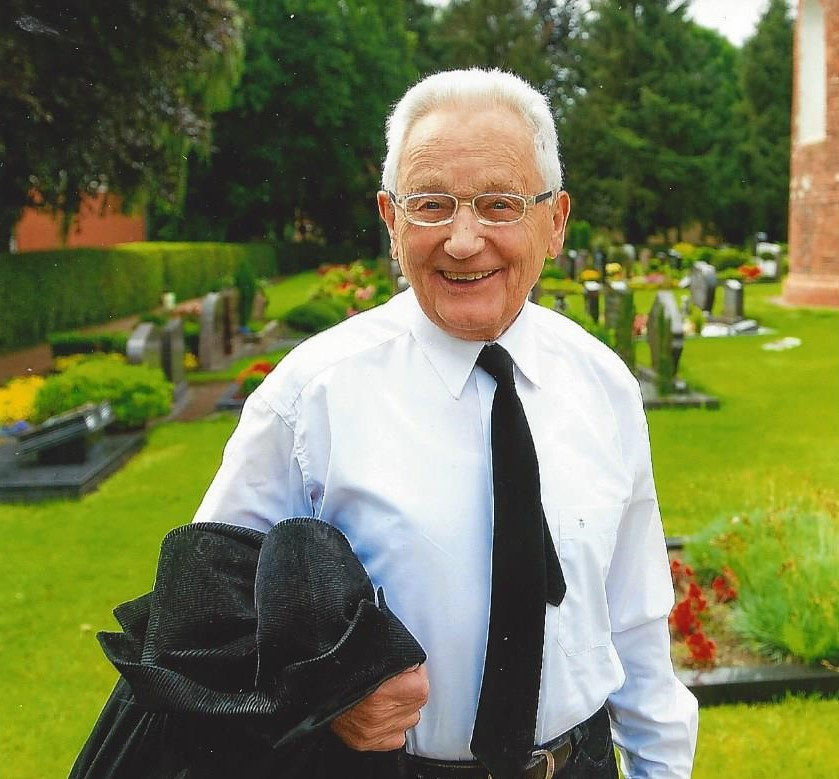
Werner Schröder nach einer Eisernen Hochzeit in Strackholt (2016)

Werner Schröder (* 15. September 1924 in Nordleda; † 13. Oktober 2019 in Aurich) war ein evangelischer Theologe.

## Leben
Schröders Eltern waren der Tischlermeister Wilhelm Schröder und seine Frau Martha geb. Rieper. Mit 18 Jahren kam Schröder 1942 zum Heer (Wehrmacht). Als Fahnenjunker-Unteroffizier wurde er im Juli 1944 in Frankreich schwer verwundet. Er erhielt das Eiserne Kreuz II. Klasse und das Verwundetenabzeichen.  In der Nachkriegszeit in Deutschland studierte er evangelische Theologie an der Friedrich-Alexander-Universität Erlangen. Dort wurde er 1949 im Corps Misnia IV und im Corps Lusatia Leipzig aktiv. 1950 wechselte er an die Eberhard-Karls-Universität. In Lusatias Kartellcorps Rhenania Tübingen war er zunächst MC. Am 24. Februar 1951 wurde er recipiert. Am 5. November 1951 inaktiviert, beendete er das Studium an der Georg-August-Universität Göttingen. 1953 bestand er dort das erste theologische Staatsexamen. Er war Vikar bei der Deutschen Seemannsmission und begleitete noch im Ruhestand Seereisen als Schiffspastor. Nachdem er 1956 in Hannover das zweite Staatsexamen bestanden hatte, war er bis 1965  Pastor in Lilienthal bei Bremen. Anschließend wirkte er elf Jahre als Superintendent des Kirchenkreises Wesermünde-Süd in Loxstedt. 1976 wurde er zum Landessuperintendenten berufen. Von 1976 bis 1988 war er Landessuperintendent des Sprengels Ostfriesland-Ems der Evangelisch-lutherischen Landeskirche Hannovers.
Neben seiner theologischen und diakonischen Arbeit engagierte sich Schröder unter anderem im Vorsitz der Ostfriesischen Bibelgesellschaft, im Evangelischen Dorfhelferinnenwerk Niedersachsen und als Vorstandsvorsitzender des evangelischen Sozialwerks Wichernstift in Ganderkesee. Die Deutsche Bibelgesellschaft verlieh ihm 1989 die Canstein-Medaille.